# Abderrahmane Benbouzid
Abderrahmane Benbouzid (en arabe : عبد الرحمان بن بوزيد), né le 1er juin 1950 à Ouled Djellal, est un médecin et un homme politique algérien. Il est le ministre de la Santé d'Algérie du 4 janvier 2020 au 8 septembre 2022..

## Biographie
Chirurgien orthopédiste de formation, il a occupé le post de chef de service d'orthopédie et de traumatologie à l'EHS "Pr Abdelkader Boukhroufa" de Ben Aknoun. 
Le 4 janvier 2020, il prend ses fonctions de ministre de la Santé, de la Population et de la Réforme hospitalière, en remplacement de Mohamed Miraoui. Il quitte son poste le 8 septembre 2022.